# David Starbrook
David Starbrook, född den 9 augusti 1945 i Croydon, England, är en brittisk judoutövare.
Han tog OS-silver i herrarnas halv tungvikt i samband med de olympiska judotävlingarna 1972 i München.
Han tog därefter OS-brons i samma viktklass i samband med de olympiska judotävlingarna 1976 i Montréal.